# Canton de Bruay-la-Buissière
Le canton de Bruay-la-Buissière est une circonscription électorale française située dans le département du Pas-de-Calais et la région Hauts-de-France.
À la suite du redécoupage cantonal de 2014, les limites territoriales du canton sont remaniées. Le nombre de communes du canton passe de 1 à 12.

## Géographie
Ce canton est organisé autour de Bruay-la-Buissière dans l'arrondissement de Béthune. Son altitude varie de 30 m (Bruay-la-Buissière) à 106 m (Bruay-la-Buissière) pour une altitude moyenne de 98 m.

## Histoire
Le canton est créé en 1962 sous le nom de Bruay-en-Artois.

 Avec le redécoupage administratif de 2014, le territoire du canton s'affranchit des limites d'arrondissements. L'arrondissement d'Arras est composé de 2 communes du canton (Bajus et La Comté) et l'arrondissement de Béthune des 10 autres (Beugin, Bruay-la-Buissière, Caucourt, Estrée-Cauchy, Fresnicourt-le-Dolmen, Gauchin-Légal, Hermin, Houdain, Maisnil-lès-Ruitz, Rebreuve-Ranchicourt). Le bureau centralisateur du canton est situé à Bruay-la-Buissière.

## Représentation

### Représentation avant 2015
| Période     | Période      | Identité         | Étiquette | Qualité |
| ----------- | ------------ | ---------------- | --------- | --- |
| 1962        | 1964         | André Mancey     | PCF       | Mineur Maire de Calonne-Ricouart (1947-1977) Député (1951-1958 et 1967-1968)                                   |
| 1964        | 1970         | Raymond Derancy  | SFIO      | Inspecteur au service commercial des Houillères nationales Maire de Barlin (1947-1976) Député (1959-1967)      |
| 1970        | 1971 (décès) | Louis Josien     | PCF       | Ouvrier du bâtiment (coffreur-boiseur) puis mineur Ancien conseiller municipal de La Buissière                 |
| 16 mai 1971 | 1976         | Denise Lesieux   | PCF       | Suppléante du député Maurice Andrieux, ancienne résistante, Bruay-en-Artois                                    |
| 1976        | 1988         | Marcel Wacheux   | PS        | Professeur de collège Député de 1981 à 1993 Maire de Bruay-en-Artois puis de Bruay-la-Buissière de 1965 à 1987 |
| 1988        | 2008         | Pierre Moreau    | PS        | Professeur d'electro-technique et d'automatisme industriel Maire-adjoint de Bruay-la-Buissière                 |
| 2008        | 2015         | Bernard Cailliau | PS        | Cadre Maire-adjoint de Bruay-la-Buissière Conseiller régional (2004-2008)                                      |

### Représentation à partir de 2015
| Période élective | Période élective | Mandat | Mandat   | Identité                   | Nuance | Nuance | Qualité |
| ---------------- | ---------------- | ------ | -------- | -------------------------- | ------ | ------ | --- |
| 2015             | 2021             | 2015   | 2021     | Bernard Cailliau           |        | PS     | Cadre Conseiller municipal de Bruay-la-Buissière                                                            |
| 2015             | 2021             | 2015   | 2021     | Isabelle Levent-Ruckebusch |        | PS     | Cadre de la fonction publique Maire de Houdain                                                              |
| 2021             | 2028             | 2021   | en cours | Ludovic Pajot              |        | RN     | Ancien député (2017-2021), maire de Bruay-la-Buissière depuis le 5 juillet 2020, ancien conseiller régional |
| 2021             | 2028             | 2021   | en cours | Marie-Line Plouviez        |        | RN     | Adjointe au maire de Caucourt                                                                               |

### Résultats détaillés

#### Élections de 2015
À l'issue du 1er tour des élections départementales de 2015, deux binômes sont en ballotage : Maryvonne Clerge et Jeremy Degreaux (FN, 35,65 %) et Bernard Cailliau et Isabelle Levent (Union de la gauche, 33,14 %). Le taux de participation est de 49,75 % (13 167 votants sur 26 465 inscrits) contre 51,81 % au niveau départemental et 50,17 % au niveau national.
Au second tour, Bernard Cailliau et Isabelle Levent sont élus avec 55,85 % des suffrages exprimés et un taux de participation de 48,96 % (6 592 voix pour 12 946 votants et 26 442 inscrits).

#### Élections de 2021
Le premier tour des élections départementales de 2021 est marqué par un très faible taux de participation (33,26 % au niveau national). Dans le canton de Bruay-la-Buissière, ce taux de participation est de 37,12 % (9 665 votants sur 26 038 inscrits) contre 35,19 % au niveau départemental. À l'issue de ce premier tour, deux binômes sont en ballotage : Ludovic Pajot et Marie-Line Plouviez (RN, 55,17 %) et Dany Clairet et Isabelle Levent-Ruckebusch (DVG , 24,43 %).

## Composition

### Composition avant 2015
Le canton de Bruay-la-Buissière regroupait une fraction de la commune de Bruay-la-Buissière.

### Composition depuis 2015
Le nouveau canton de Bruay-la-Buissière comprend désormais 12 communes entières.
| Nom                                        | Code Insee | Intercommunalité                       | Superficie (km2) | Population (dernière pop. légale) | Densité (hab./km2) | Modifier                                    |
| ------------------------------------------ | ---------- | -------------------------------------- | ---------------- | --------------------------------- | ------------------ | ------------------------------------------- |
| Bruay-la-Buissière (bureau centralisateur) | 62178      | CA de Béthune-Bruay, Artois-Lys Romane | 16,35            | 21 997 (2022)                     | 1 345              | modifier les données · modifier les données |
| Bajus                                      | 62077      | CA de Béthune-Bruay, Artois-Lys Romane | 2,94             | 358 (2022)                        | 122                | modifier les données · modifier les données |
| Beugin                                     | 62120      | CA de Béthune-Bruay, Artois-Lys Romane | 5,06             | 465 (2022)                        | 92                 | modifier les données · modifier les données |
| Caucourt                                   | 62218      | CA de Béthune-Bruay, Artois-Lys Romane | 5,51             | 332 (2022)                        | 60                 | modifier les données · modifier les données |
| La Comté                                   | 62232      | CA de Béthune-Bruay, Artois-Lys Romane | 6,63             | 884 (2022)                        | 133                | modifier les données · modifier les données |
| Estrée-Cauchy                              | 62314      | CA de Béthune-Bruay, Artois-Lys Romane | 3,89             | 353 (2022)                        | 91                 | modifier les données · modifier les données |
| Fresnicourt-le-Dolmen                      | 62356      | CA de Béthune-Bruay, Artois-Lys Romane | 7,95             | 808 (2022)                        | 102                | modifier les données · modifier les données |
| Gauchin-Légal                              | 62366      | CA de Béthune-Bruay, Artois-Lys Romane | 6,03             | 300 (2022)                        | 50                 | modifier les données · modifier les données |
| Hermin                                     | 62441      | CA de Béthune-Bruay, Artois-Lys Romane | 4,19             | 207 (2022)                        | 49                 | modifier les données · modifier les données |
| Houdain                                    | 62457      | CA de Béthune-Bruay, Artois-Lys Romane | 6,30             | 6 990 (2022)                      | 1 110              | modifier les données · modifier les données |
| Maisnil-lès-Ruitz                          | 62540      | CA de Béthune-Bruay, Artois-Lys Romane | 5,56             | 1 685 (2022)                      | 303                | modifier les données · modifier les données |
| Rebreuve-Ranchicourt                       | 62693      | CA de Béthune-Bruay, Artois-Lys Romane | 10,73            | 1 071 (2022)                      | 100                | modifier les données · modifier les données |
| Canton de Bruay-la-Buissière               | 6216       |                                        | 81,14            | 35 450 (2022)                     | 437                | modifier les données                        |

## Démographie

### Démographie avant 2015
| 1982 | 1990   | 1999   | 2006   | 2011   | 2012   |
| ---- | ------ | ------ | ------ | ------ | ------ |
| -    | 19 117 | 18 579 | 18 404 | 18 351 | 17 958 |

### Démographie depuis 2015
En 2022, le canton comptait 35 450 habitants, en évolution de −1,7 % par rapport à 2016 (Pas-de-Calais : −0,72 %, France hors Mayotte : +2,11 %).
| 2013   | 2018   | 2022   |
| ------ | ------ | ------ |
| 36 680 | 35 570 | 35 450 |